# Чхоллима-90
Чхоллима́-90 (кор. 천리마-90형) — модель троллейбуса, выпускавшаяся на Пхеньянском троллейбусном заводе с 1990 по 2003 годы.

## История создания
Вплоть до начала 1990-х годов единственным большим сочленённым троллейбусом на улицах Пхеньяна был Чхоллима-862, в целом устаревающая модель, внешне отдалённо напоминающая Ikarus 280. Разработка нового троллейбуса началась в конце 1980-х годов. Основной акцент был сделан на улучшении обзора из кабины водителя, из-за чего переднюю пассажирскую дверь пришлось сузить на четверть.
Первые экземпляры сошли с конвейера в начале 1990 года. Своеобразным побочным продуктом проекта был троллейбус Кванбоксоньон, главное отличие которого заключалось в отсутствии передней пассажирской двери (но зато была отдельная дверь у кабины водителя). Окончательный серийный вариант получил название Чхоллима 903 и оставался в производстве вплоть до 2003 года.